# Ona (Virgínia de l'Oest)
Ona és una comunitat no incorporada al Comtat de Cabell, a l'estat de Virgínia de l'Oest, als Estats Units.
Ona forma part de l'àrea metropolitana de Huntington-Ashland, que segons una estimació del 2009, té 285.624 habitants.

## Poblacions més properes
El següent diagrama mostra les poblacions més properes.